# Журавна
Журавна — деревня в сельском поселении Струпненское Зарайского района Московской области. Население — 820 чел. (2010). До 2006 года — центр Журавенского сельского округа.

## История
Впервые упоминается в писцовой книге 1578 года как деревня Жеравня. Название происходит от реки Журавны, на которой она расположена. В ряде исторических документов село упоминается под названием село Спасское на речке на Жеравне и Спас-Журавна.
В декабре 1777 года в составе Каширского уезда Тульского наместничества. В 1797 г. указом императора Павла I наместничества переименованы в губернии без изменения границ.
На основании постановления Президиума ВЦИК СССР от 27 апреля 1923 года из Каширского уезда Тульской губернии в Зарайский уезд Рязанской губернии было передано ряд населённых пунктов, в том числе с. Спас-Журавна.
В ходе административно-территориальной реформы 1923—1929 годов губернии и уезды были упразднены, вместо них введены новые наименования территориальных образований — области (края) и районы.
Во время антиклерикальной кампании 1920—1930-х годов местные советские органы власти убрали приставку «Спас» из полного традиционного названия села и превратили в нынешнее — Журавна.
12 июля 1929 года был образован Зарайский район Московской области, в составе которого вошло и село Журавна (Спас-Журавна).

## Население
| 2002 | 2006 | 2010 |
| ---- | ---- | ---- |
| 773  | ↗833 | ↘820 |

### Уроженцы
В Спас-Журавне родились братья:
- Сергей Петрович Горбунов (1902—1933) — организатор советской авиапромышленности, директор крупнейшего в Европе авиастроительного завода № 22 в Филях (г. Москва), именем которого названы улица и дворец культуры в Москве, а также Казанское авиационное производственное объединение;
- Владимир Петрович Горбунов (1903—1945) — авиаконструктор, лауреат Сталинской премии, под руководством которого был создан знаменитый скоростной истребитель ЛаГГ-3.

## Достопримечательность
В Журавне расположена Преображенская церковь, построенная «тщанием» И. Д. Щепотьева (стольник, владелец села) в 1698 году в стиле барокко. В 1827 году церковь перестроена в стиле классицизма. В 1931 году была закрыта. Вновь открыта в 1998 году. Ремонтируется.